# Massaga demena
Massaga demena là một loài bướm đêm trong họ Noctuidae.